# 丁香北路街道
丁香北路街道，是中华人民共和国内蒙古自治区呼和浩特市新城区下辖的一个乡镇级行政单位。于2024年4月7日由原中山东路街道拆分设立。

## 行政区划
丁香北路街道下辖以下地区：
新华社区、迎宾南路社区、中山社区和团结社区。